# 名古屋市立桜丘中学校
名古屋市立桜丘中学校（なごやしりつ さくらがおかちゅうがっこう）は、愛知県名古屋市東区東大曽根町にある名古屋市立中学校。

## 沿革
学校の揺籃期において、隣接する名古屋市立あずま中学校との離合を経験し成立した経緯をもつ。
- 1947年（昭和22年）4月1日 - 矢田小学校・旭丘小学校・筒井小学校・葵小学校の各小学校区をもって、旭丘小学校・愛知一中・明倫中学校校地の一部に、名古屋市立桜丘中学校として設立される[1]。
- 1948年（昭和23年）5月24日 - 東中学校の新設により、通学区域が矢田小学校・旭丘小学校区に減少し、旭丘小学校内の本部に集約される[1]。
- 1948年（昭和23年）9月30日 - 東中学校との統合により、あずま中学校が成立する[1]。
- 1952年（昭和27年） - 矢田・旭丘小学校区の再分離により、旧愛知学芸大学附属名古屋小学校跡地において桜丘中学校として成立する[1]。
- 1953年（昭和28年） - 東大曽根町に校舎が完成し、移転する[1]。

## 部活動
| 運動部 - 野球部 - ソフトボール部 - サッカー部 - 軟式テニス部 - 卓球部 - バスケットボール部 | 文化部 - 美術部 - 合唱部 |

## 通学区域
| 名古屋市立旭丘小学校学区 - 大曽根一丁目・同二丁目 - 新出来一丁目（一部） - 徳川町 - 徳川一丁目（一部） - 徳川二丁目 - 東大曽根町（学校所在地） - 山口町 - 芳野三丁目（一部） | 名古屋市立明倫小学校学区 - 大松町 - 古出来一丁目・同二丁目 - 新出来一丁目（一部） - 新出来二丁目 - 出来町一丁目・同二丁目 - 出来町三丁目（一部） - 明倫町 - 矢田南一丁目（一部） |

## 交通アクセス
- 名古屋市営地下鉄名城線 大曽根駅より徒歩約10分[2]
- JR中央本線 大曽根駅より徒歩約7分[2]
- 名鉄瀬戸線 森下駅より徒歩約5分[2]

## 関係者

### 教職員
- 今江祥智（英語科、学校図書館担当）[5]

### 出身者
- 河村たかし（政治家・名古屋市長）